# Museo de la Historia de la Radio
Museo de la Historia de la Radio, espacio museístico con sede en Villaluenga de la Vega, provincia de Palencia. Es de los únicos por su temática. 
Tiene como objetivo poner en valor la localidad. El usuario puede sentirse integrado en el mismo. 

## Datos útiles
- Situación: Villaluenga de la Vega
- Horarios de visita: Por determinar.
- Información general y visitas concertadas: 645 031502 / 979 892105

La localidad presenta, por sus características de tranquilidad y ruralidad, muy buenas condiciones para establecimientos de turismo rural y restauración.